# Helmer Mörner
Helmer Fredrik Gustafsson Mörner (Landskrona, 8 de maio de 1895 – 5 de janeiro de 1962) foi um adestrador e oficial sueco, bicampeão olímpico. 

## Carreira
Helmer Mörner representou seu país nos Jogos Olímpicos de 1920, na qual conquistou a medalha de ouro no CCE por equipes, e no individual.